# Mecas marginella

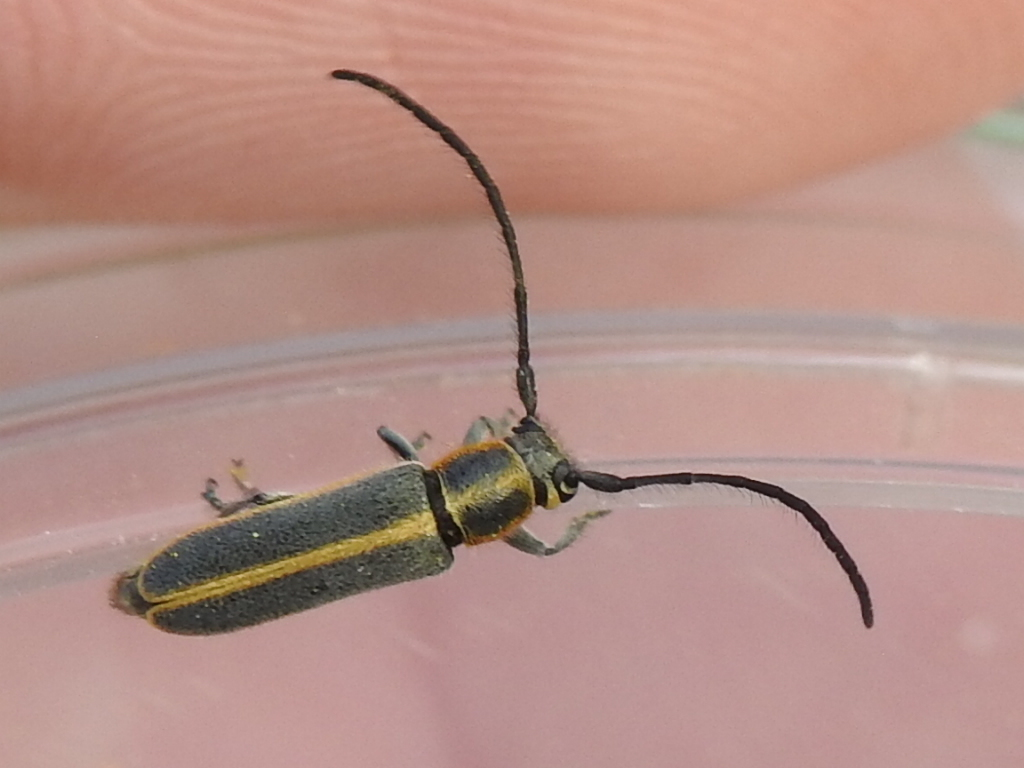
Marginella

Mecas marginella är en skalbaggsart som beskrevs av Leconte 1873. Mecas marginella ingår i släktet Mecas och familjen långhorningar. Inga underarter finns listade i Catalogue of Life.